# Bill McCaw
Bill McCaw (Gore, Nueva Zelanda; 26 de agosto de 1927 – Christchurch, Nueva Zelanda; 6 de mayo de 2025) fue un jugador de rugby neozelandés que jugó en la posición de ala.

## Carrera

### Club
Jugó toda su carrera con el Southland RFU de 1949 a 1955, equipo con el que jugó cincuenta partidos.

### Selección nacional
McCaw debutó con los All Blacks en 1951 durante la Gira de Australia donde jugó en los tres partidos. En 1952 no pudo jugar por una lesión pero en 1953 volvió a ser convocado para la Gira Británica de 1953–1954. Jugó 22 de los 36 partidos de la gira incluyendo partidos ante las selecciones de Gales y Francia. Fue capitán de los All Blacks ante el Norte de Escocia. En total McCaw jugó 32 con los All Blacks, 5 de ellos amistosos donde consiguió 18 puntos (6 tries).
Cuando Roy Roper murió en 2023, McCaw se convirtió en el All Black más viejo con vida.